# Doomwatch
Pour plus de détails, voir Fiche technique et Distribution.
Doomwatch est un film d'horreur et de science fiction britannique réalisé par Peter Sasdy et sorti en  1972. 
Le film s'inspire de la série télévisée de la BBC du même nom.

## Synopsis
Le docteur Del Shaw est chargé par l'organisation Doomwatch d'analyser les effets d'une marée noire sur la côte de la petite île de Balfe. Il y découvre une population isolée et hostile, qui voit d'un mauvais œil l'arrivée de ce nouveau venu et semble dissimuler un secret. Étonné par leurs comportements, puis par une macabre révélation, Shaw commence à enquêter, assisté par la jeune institutrice du village, Victoria Brown. Il semble que les villageois soient frappés les uns après les autres d'une maladie mystérieuse, qui déforme leur apparence physique, tout en les rendant extrêmement agressifs. Shaw se rend compte que les déchets chimiques rejetés dans la mer par un laboratoire travaillant sur de dangereuses expériences, seraient à l'origine de cette étrange malédiction. Mais il se heurte à l'obstination de la population, qui refuse de quitter ses terres, et à l'hypocrisie du laboratoire en question...

## Fiche technique
- Titre : Doomwatch
- Réalisation : Peter Sasdy
- Scénario : Clive Exton d'après la série télévisée du même nom
- Musique : John Scott
- Photographie : Kenneth Talbot
- Montage : Keith Palmer
- Production : Tony Tenser
- Société de production : Tigon British Film Productions
- Société de distribution :
- Pays :  Royaume-Uni
- Genre : Science-fiction et folk horror[1]
- Durée : 92 minutes
- Dates de sortie : 
  -  Royaume-Uni : mars 1972

## Distribution
- Ian Bannen : le docteur Del Shaw
- Judy Geeson : Victoria Brown
- John Paul : le docteur Spencer Quist
- Simon Oates : le docteur John Ridge
- George Sanders : l'Amiral
- George Woodbridge : le capitaine du ferry